# إلحاد هندوسي
الإلحاد (بالسنسكريتية: निरीश्वरवाद، nir-īśvara-vāda، lit. «الإقرار بعدم وجود إله»، «عقيدة الإلحاد») أو الكفر بالإله أو الآلهة هو وجهة نظر تاريخية طُرحت في العديد من التيارات التقليدية (الأصولية) والمبتدَعة في الفلسفة الهندية. توجد ست مدارس تقليدية (أصولية) رئيسية (تسمى آستيكا -astika) في الفلسفة الهندوسية، وهي النيايا، والفايشيشيكا، والسامخيا، واليوغا، والميمامسا، والفيدانتا، وخمس مدارس مبتدعة رئيسية (تسمى ناستيكا nāstika) للسمنية (الشرمانا) وهي الجايانية (اليانية)، والبوذية، والآجيفيكا، والأجنيانا، والكارفاكا. المدارس الأربع الأكثر دراسة في ناستيكا، وهي المدارس الرافضة لعقيدة الفيدا، هي اليانية، والبوذية، والكارفاكا، والآجيفيكا.
بينما لا ترفض السامخيا، واليوغا، والميمامسا من بين مختلف المدارس التقليدية (الأصولية) للفلسفة الهندوسية، الفيدا أو البراهما، فإنها عادةً ما ترفض الإله الشخصي، أو الإله الخالق، أو الإله ذا الصفات.
تنظر بعض المدارس الفكرية إلى مسار الإلحاد على أنه مسار صحيح (مقبول) ولكن يصعب متابعته (اتباعه) في الأمور الروحانية.

## أصل الكلمة (اشتقاقها)
يشير مصطلح Āstika السنسكريتي («المتدين، التقليدي/ الأصولي» إلى الأنظمة الفكرية التي تقر بصحة الفيدا. بالسنسكريتية asti تعني «هناك»، وĀstika (القاعدة رقم 4.2.60 لبانيني) مشتقة من فعل، يعنى «الشخص الذي يقول asti ». تقنيًا، يشير مصطلح Āstika في الفلسفة الهندوسية فقط إلى قبول سلطة الفيدا، وليس الإيمان بوجود إله.
رغم ذلك، حتى عندما أعلن الفلاسفة امتثالهم للفيدا، فإن امتثالهم هذا لم يفعل شيئًا يقيد حرية مشاريعهم التأملية (التفكرية). بالعكس، فقبول سلطة الفيدا كان وسيلة مريحة لتصبح وجهات نظر الفيلسوف مقبولة بين التقليديين (الأصوليين)، حتى لو قدم المفكر فكرة جديدة تمامًا. وبالتالي، أمكن الاستشهاد بالفيدا لتأييد مجموعة واسعة من وجهات النظر، إذ استخدمها مفكرو الفايشيشيكا (أي أولئك الذين يؤمنون بالتفاصيل النهائية أو المفردات المطلقة، كل من الأرواح الفردية والذرات) بقدر فلاسفة أدفايتا فيدانتا.

## التطور التاريخي
يتعامل الريجفيدا، الجزء الأقدم بين أجزاء الفيدا، بتشكك كبير فيما يحيط بالسؤال الأساسي عن الإله الخالق وخلق الكون. إذ لا يقبل، في كثير من الحالات، بشكل قاطع وجود إله خالق. تنص الناساديا سوكتا Nasadiya Sukta (ترنيمة الخلق) في الفصل العاشر من الريجفيدا على:
من أين خلقت؟ من أين أتى هذا الخلق؟
جاءت الآلهة بعد ذلك، مع خلق هذا الكون.
فُسِرت البريهادارانيكا، والإيشا، والمونداكا (التي يكون فيها البرهمي كل شيء و«لا شيء») وخاصةً التشاندوجيا أبانيشادس على أنها إلحادية بسبب تأكيدها على النفس الذاتية.
كانت الميمامسا مدرسة فلسفية واقعية تعددية تهتم بتفسير الفيدا. وكان النص الأساسي لها هو سوترا البروفا ميمامسا لجايميني Purva Mimamsa Sutras of Jaimini (حوالي 200 ق.م. - 200 م). اعتقد فلاسفة الميمامسا أن وحي (إلهام) الفيدا كان مقدسًا، وبلا مؤلف (apaurusheyatva) ومعصومًا، وبضرورة الحفاظ على قدسية الطقوس الفيدية للحفاظ على الدارما (النظام الكوني). نتيجة للإيمان بحرمة الطقوس، رفض أتباع الميمامسا تصور الإله في أي شكل. أتى المعلقون المتأخرون على سوترا ميمامساthe Mimamsa sutras مثل برابهاكَرا (القرن السابع الميلادي) بالحجج ضد وجود الإله. لم تقبل الميمامسا المبكرة الإله فحسب، بل قالت إن الفعل البشري نفسه كان كافيًا لخلق الظروف اللازمة للتمتع بثماره.
السامخيا مدرسة أصولية (أستيكا) من مدارس الفلسفة الهندوسية الهندية وهي ليست ملحدة تمامًا وتؤمن بالثنائية بشدة. النص الرسمي الأقدم الباقي لفلسفة السامخيا الكلاسيكية هو كتاب ايشفاركرشنا (Iśvarakṛṣṇa) السانكهياكاريكا (Samkhyakarika) (حوالي 350-450 م). يغفل السانكهياكاريكا ذكر مسألة وجود الإيشفارا (الروح العظمى) أو عدم وجوده، رغم أن معلقي الألفية الأولى مثل جودابادا يفهمون النص بكونه متوافقًا مع بعض المفاهيم عن الإله. ومع ذلك، تحاول السامخيا سوترا (القرن الرابع عشر م.) وتعليقاتها صراحة دحض وجود الإله بحجة منطقية.

## الحجج ضد وجود الإله في الفلسفة الهندوسية
دفع أتباع الميمامسا بأنه لا حاجة لافتراض وجود صانعٍ للعالم، تمامًا كما لم تكن هناك حاجة لكاتب يؤلف الفيدا أو إله لإثبات صحة الطقوس. ظنوا كذلك أن الآلهة المدرجة أسماؤها في الفيدا ليس لها وجود مادي بمعزل عن الترانيم الذي تنطق بأسمائها. في هذا الصدد، كان ينظر إلى قوة الترانيم باعتبارها قوة الآلهة. برر أتباع الميمامسا عدم إمكانية أن يكون الإله غير المادي من ألف الفيدا، لأنه لن يكون لديه أعضاء لنطق الكلمات. لا يستطيع الإله المتجسد أيضًا تأليف الفيدا لأن مثل هذا الإله سيخضع للقيود الطبيعية للمعرفة الحسية، وبالتالي، لن يكون قادرًا على إنتاج الوحي الخارق مثل الفيدا.
دفعت السامخيا بالحجج التالية ضد فكرة وجود إله خالق أبدي مستحدث بذاته:
- إذا افتُرِضَ وجود الكارما، فإن اقتراح وجود الإله بصفته حاكمًا أخلاقيًا للكون ليس ضروريًا. لأنه، إذا كان الإله يفرض عواقب على الأفعال، فيمكنه فعل ذلك دون كارما. أما إذا افترض أن يكون في نطاق ناموس الكارما، فستكون الكارما ذاتها هي الفارض للعواقب ولن تكون هناك حاجة إلى إله.
- حتى لو أنكرت الكارما، ما زال من غير الممكن أن يكون الإله منفذًا للعواقب. لأن دوافع الإله المنفذ ستكون إما أنانية أو إيثاريه. لا يمكن افتراض أن دوافع الله إيثاريه لأنه ما كان لإلهٍ إيثاري أن يخلق عالمًا مليئًا بالمعاناة. وإذا افترض أن دوافعه أنانية، فلا بد من الاعتقاد بأن الإله لديه رغبة، إذ لا يمكن تأسيس الوكالة أو السلطة في غياب الرغبة. ومع ذلك، فإن افتراض أن الإله لديه رغبة سوف يتعارض مع حرية الإله الأبدية التي لا تتطلب إلزامًا بالأعمال. علاوة على ذلك، فإن الرغبة، وفقًا للسامخيا، هي خاصية للبراكريتي ولا يمكن التفكير بتطورها لدى الإله. شهادة الفيدا، وفقًا للسامخيا، تؤكد أيضا هذا التصور.
- رغم الحجج التي تشير إلى عكس ذلك، إذا افتُرض أنه ما زال لدى الإله رغبات غير محققة، فهذا من شأنه أن يسبب له المعاناة من الألم والتجارب البشرية المماثلة الأخرى. ومثل هذا الإله الدنيوي لن يكون أفضل من تصور السامخيا عن الذات العليا.